# Nabelmieren
Die Nabelmieren (Moehringia) sind eine Pflanzengattung innerhalb der Familie der Nelkengewächse (Caryophyllaceae).

## Beschreibung

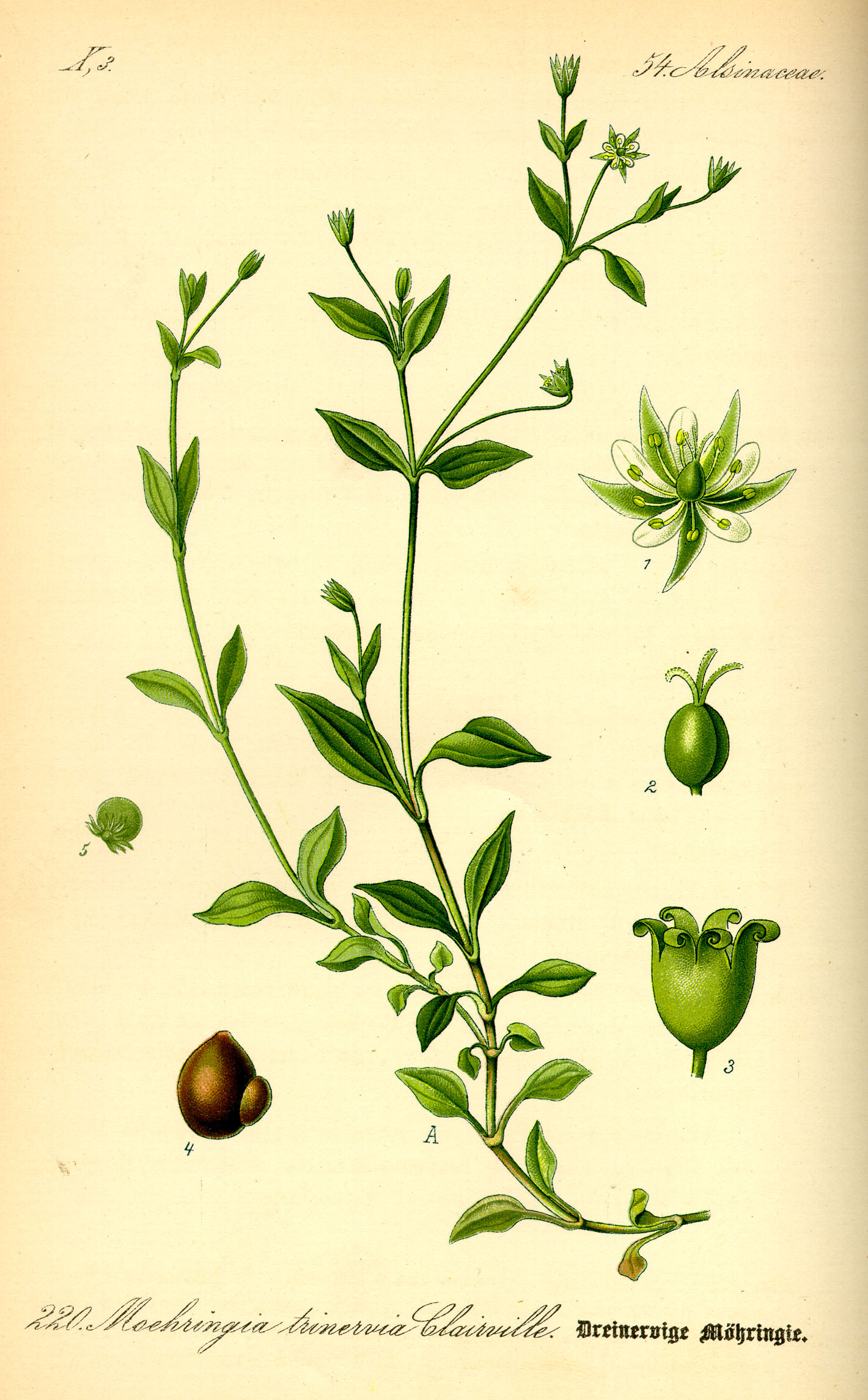
Illustration der Dreinervigen Nabelmiere (Moehringia trinervia)

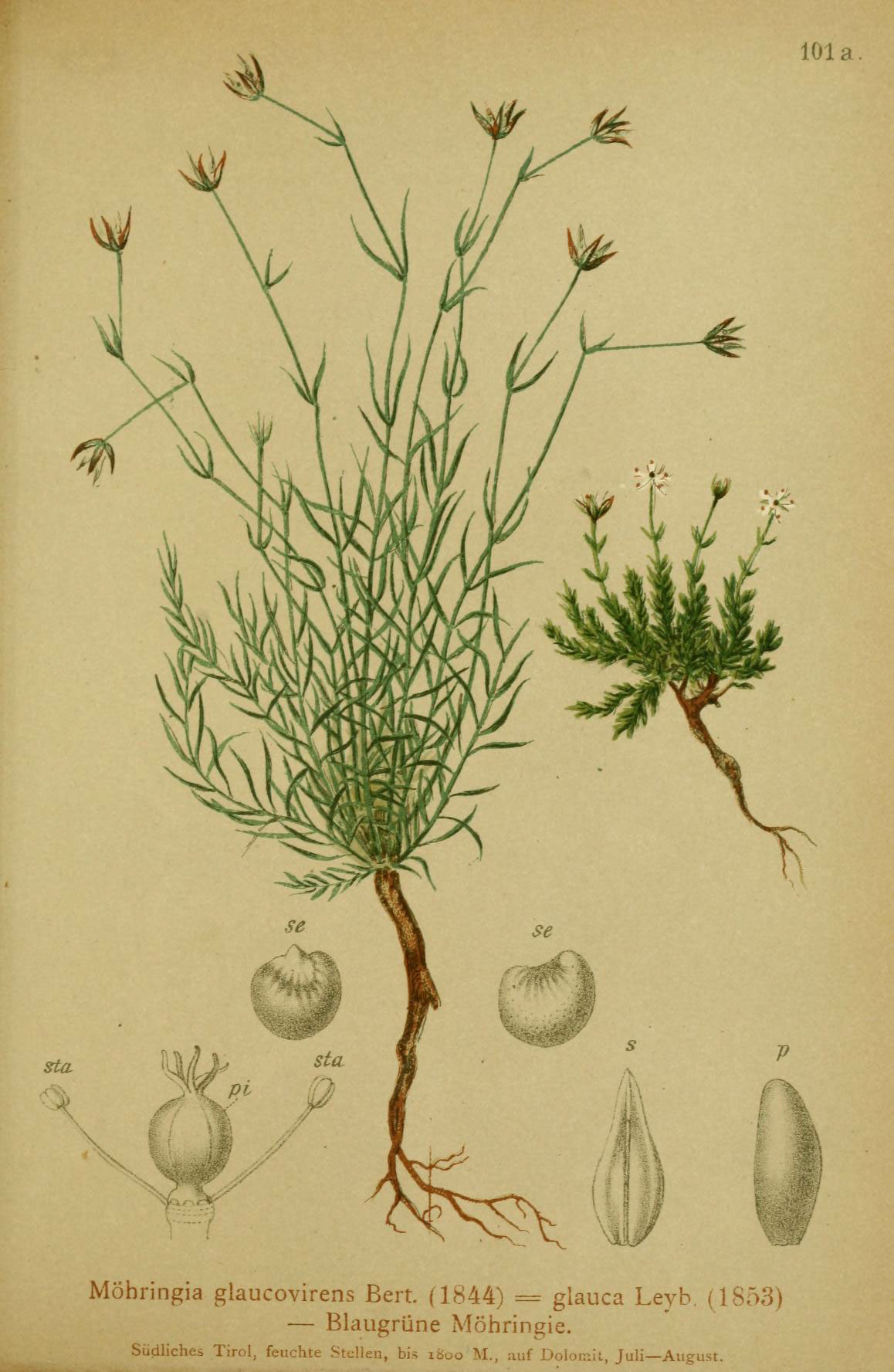
Illustration der Atlas der Alpenflora der Graugrünen Nabelmiere (Moehringia glaucovirens)

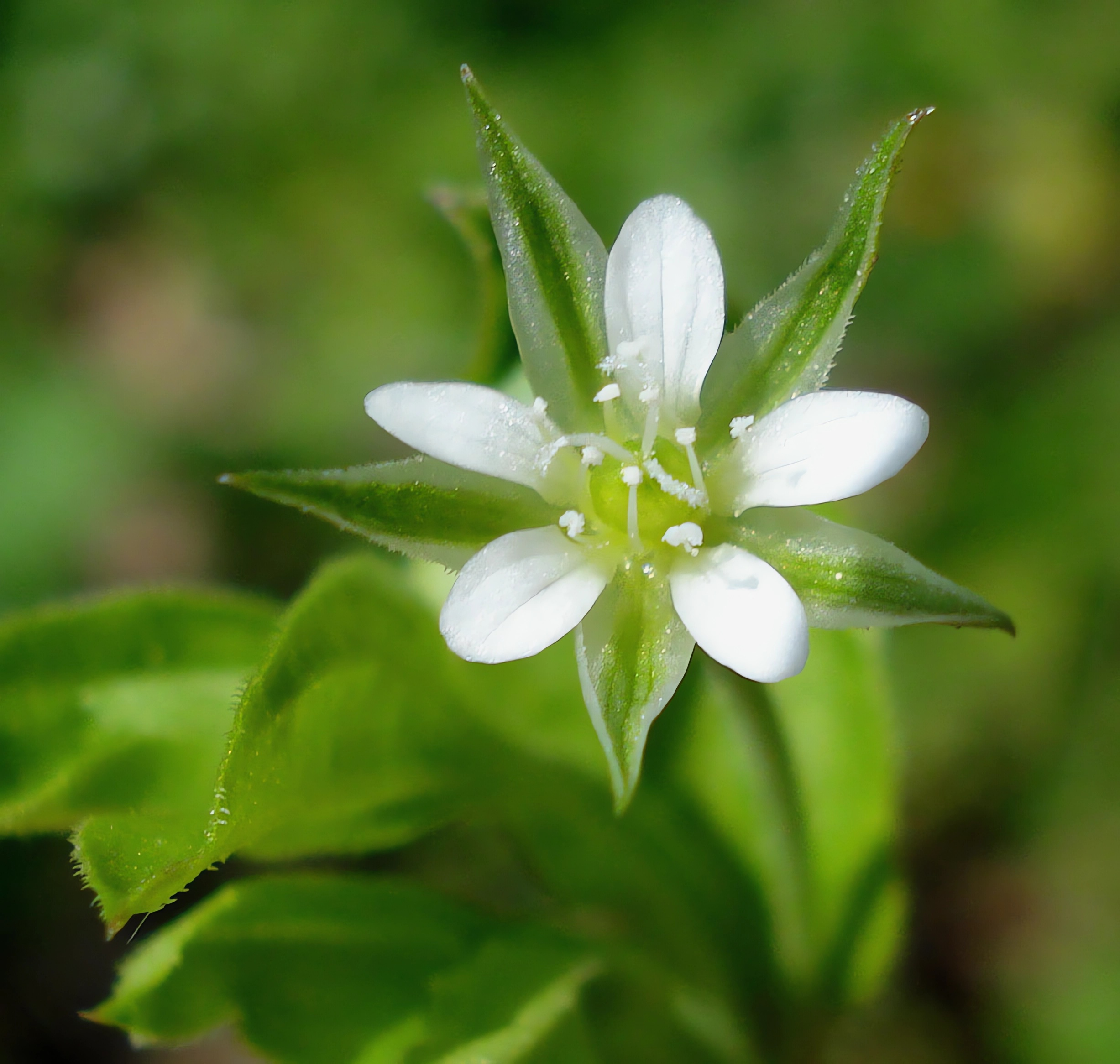
Fünfzählige, radiärsymmetrische Blüte der Dreinervigen Nabelmiere (Moehringia trinervia)

### Vegetative Merkmale
Moehringia-Arten sind einjährige bis ausdauernde krautige Pflanzen. Bei den Moehringia-Arten handelt es sich meist um relativ zarte Pflanzen, die im Habitus recht verschieden sein können. Sie wachsen oft rasen- oder polsterbildend. Die Stängel sind aufrecht, aufstrebend oder hängend.
Die gegenständig angeordneten Laubblätter sind linealisch oder fadenförmig bis fast rund.

### Generative Merkmale
Die Blüten stehen einzeln oder in endständigen, lockeren, zymösen Blütenständen.
Die zwittrigen Blüten sind radiärsymmetrisch und vier- oder fünfzählig mit doppelter Blütenhülle. Die vier oder fünf Kelchblätter sind aufrecht, krautig und meist mehr oder weniger hautrandig. Die vier oder fünf weißen Kronblätter sind am oberen Ende gerundet oder zugespitzt, aber nicht ausgerandet oder zweispaltig. Es sind zwei Kreise mit je vier oder fünf Staubblättern vorhanden. Der Fruchtknoten ist eiförmig oder kugelig. Es sind meist zwei oder drei, selten vier oder ein Griffel vorhanden.
Die Kapselfrüchte öffnen sich mit vier bis sechs Klappen. Diese Klappen sind nach außen gebogen oder zurückgerollt. Es gibt nur wenige Samen pro Kapselfrucht. Die Samen sind rotbraun bis schwarz, glatt und glänzend und tragen am Nabel oft ein weißes Anhängsel (Elaiosom, Ölkörperchen).

### Chromosomensätze
Die Chromosomengrundzahl ist x = 12 oder 13.

## Standorte
Die meisten Arten kommen in Gebirgen und an Standorten mit eher feuchten und humosen Böden vor.

## Systematik und Verbreitung

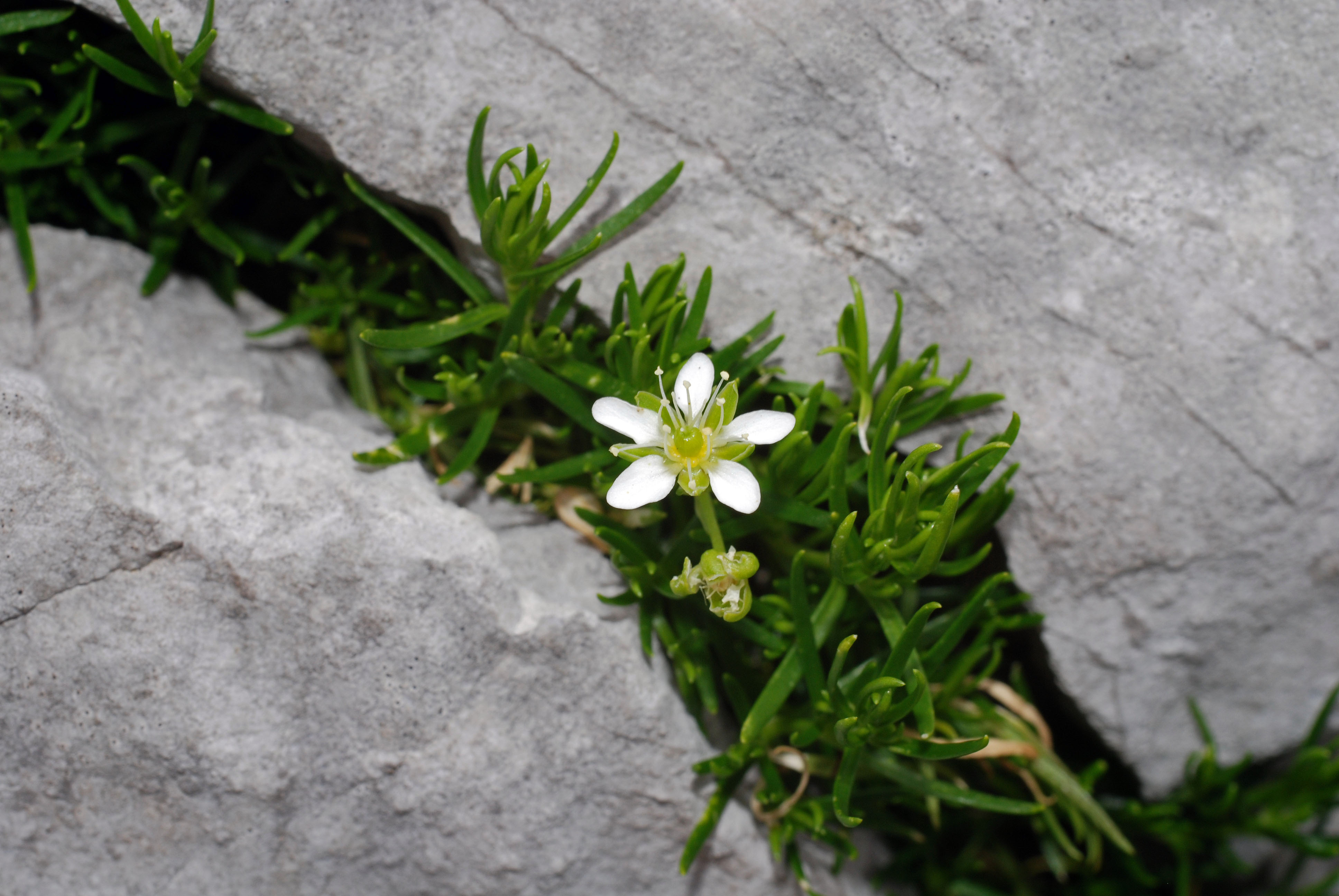
Wimper-Nabelmiere (Moehringia ciliata)

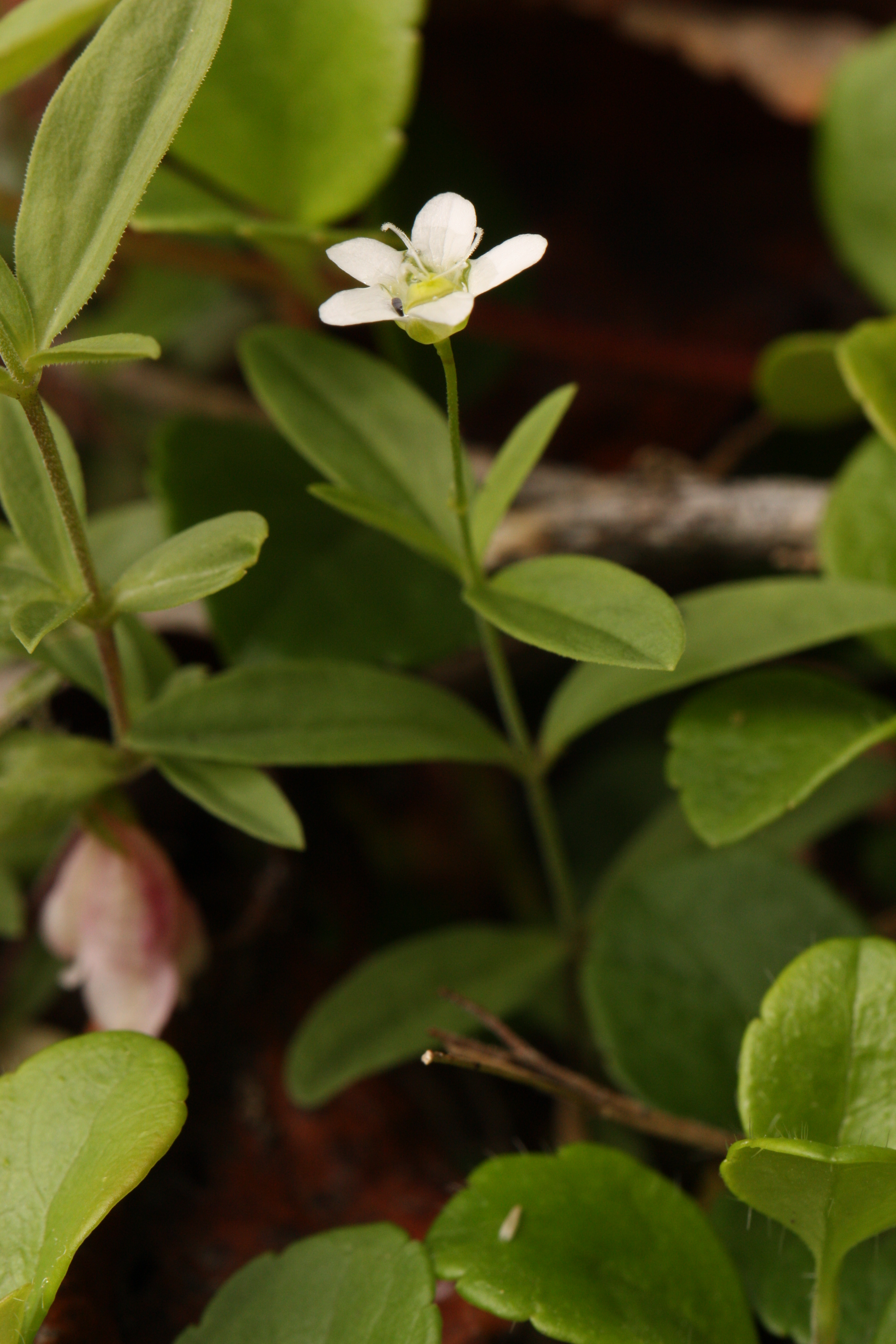
Moehringia lateriflora

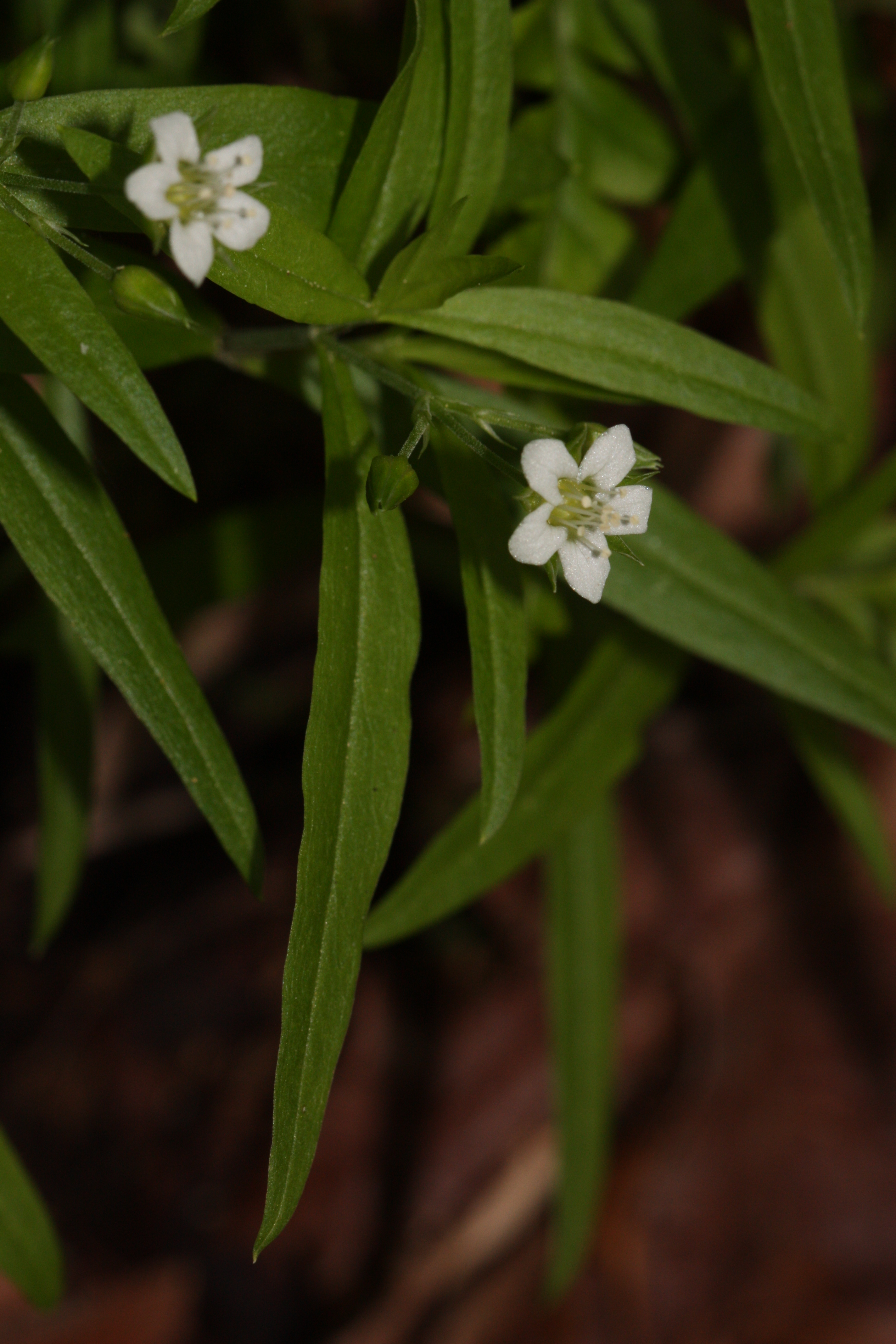
Großblättrige Nabelmiere (Moehringia macrophylla)

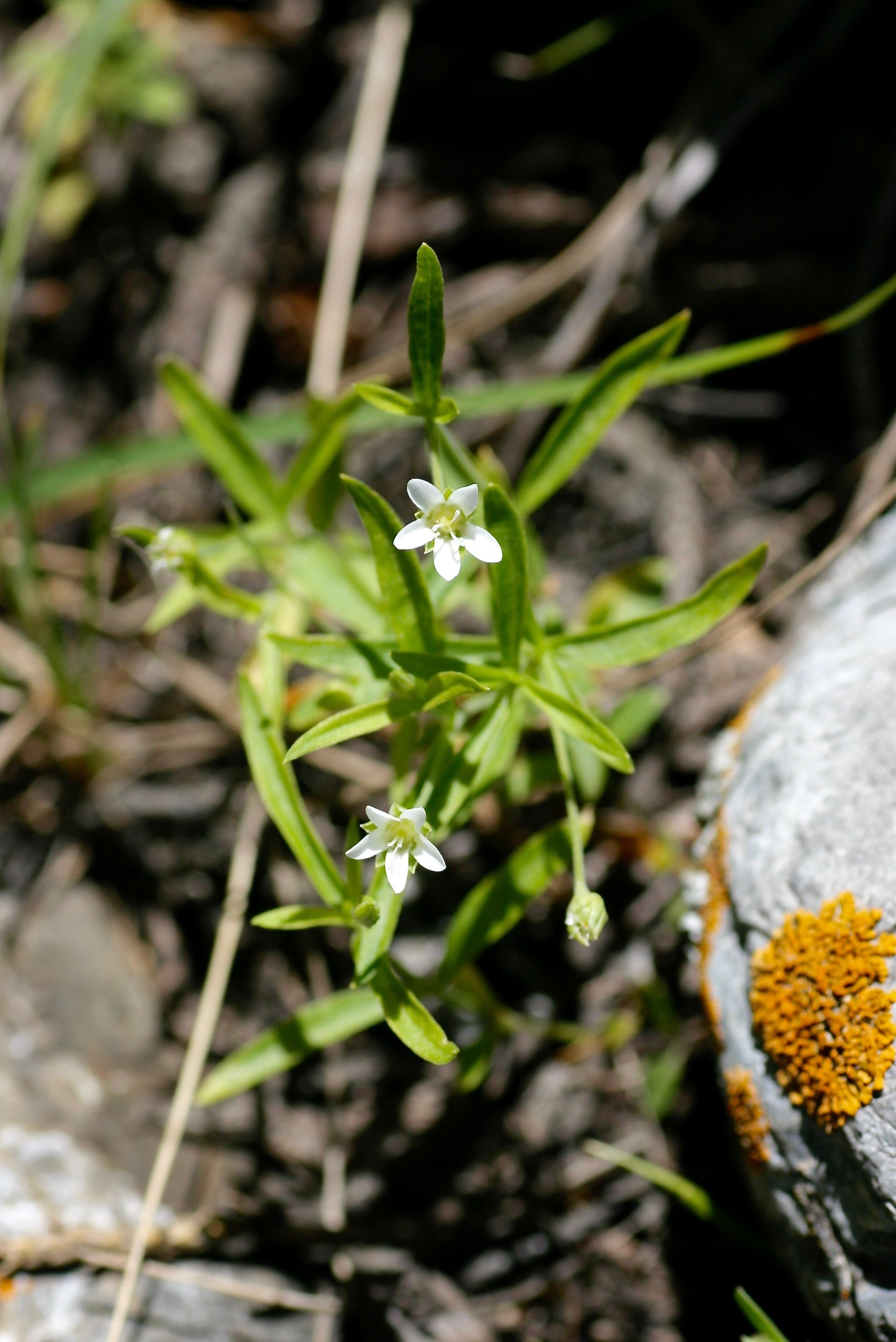
Moehringia umbrosa

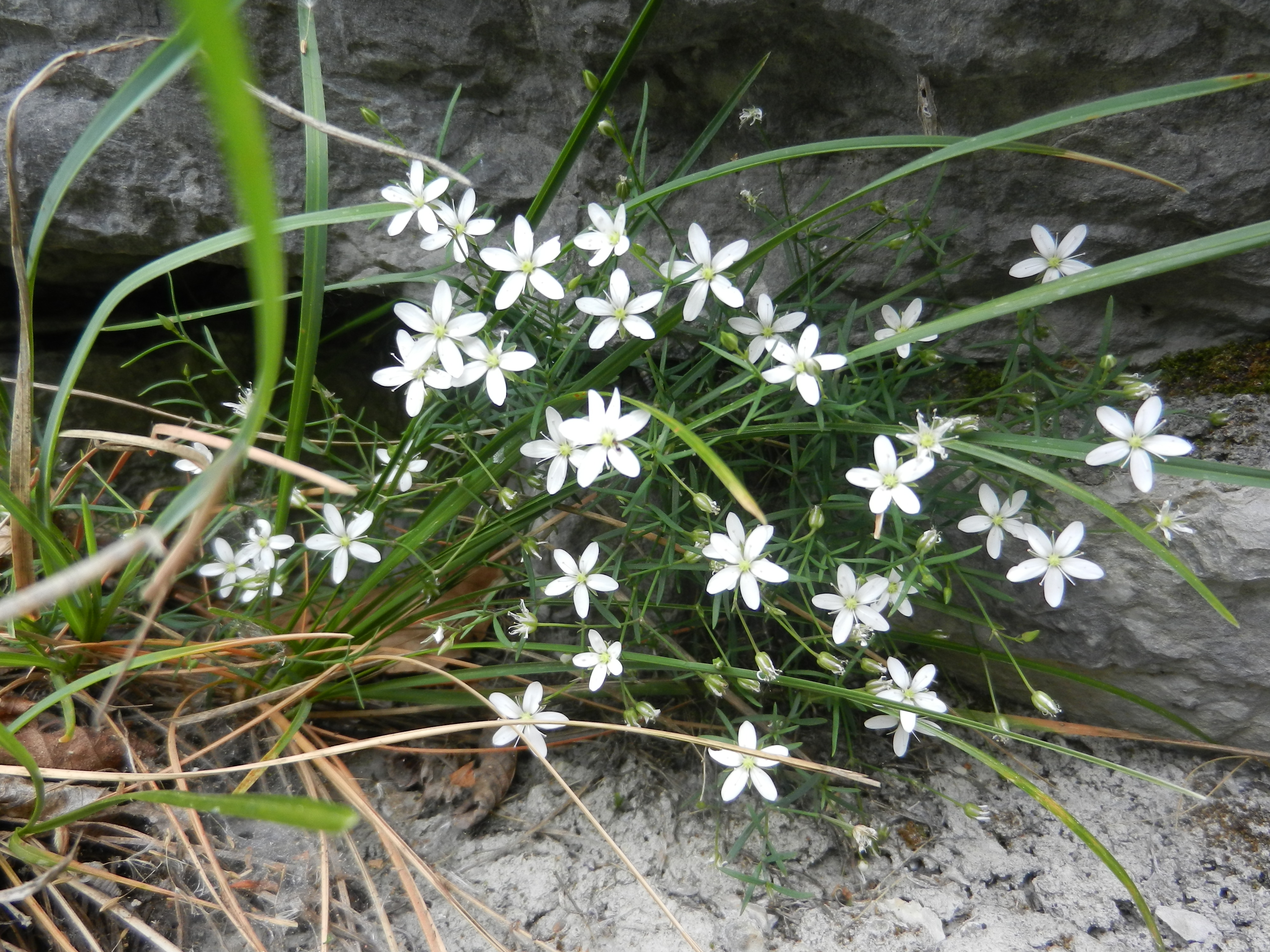
Zottige Nabelmiere (Moehringia villosa)

Die Gattung Moehringia wurde durch Carl von Linné in Species Plantarum, Tomus I: 1753, S. 359 und Genera Plantarum, 5. Auflage, 1754, S. 170 aufgestellt. Der wissenschaftliche Gattungsname Moehringia ehrt den deutschen Arzt und Naturforscher Paul Heinrich Gerhard Möhring.
Die Pflanzengattung Moehringia gehört zur Tribus Alsineae in der Unterfamilie Alsinoideae innerhalb der Familie Caryophyllaceae.
Die Nabelmieren-Artem sind besonders in den gemäßigten Gebieten Europas und Westasiens bis hin zu arktischen Gebieten verbreitet. Das Zentrum der Artenvielfalt liegt in Europa und im Mittelmeerraum.
Es gibt 25 bis 29 Moehringia-Arten:
- Moehringia argenteria Casazza & Minuto: Sie wurde 2008 aus dem Argentera-Massif in den Seealpen erstbeschrieben.[6]
- Steirische Nabelmiere (Moehringia bavarica (L.) Gren.): In Europa gibt es Fundortangaben für Italien, Österreich, Slowenien, Kroatien, Serbien, Montenegro, Albanien und Nordmazedonien.[3]
- Moehringia castellana (J.M.Monts.) Rivas Mart., Cantó & J.M.Pizarro (Syn.: Moehringia intricata subsp. castellana J.M.Monts.): Seit 2002 hat sie den Rang einer Art. Sie kommt in Spanien vor.[3]
- Wimper-Nabelmiere (Moehringia ciliata (Scop.) Dalla Torre): Sie gedeiht in den europäischen Kalkgebirgen von den östlichen Pyrenäen über die Alpen bis zum nordwestlichen Balkangebirge. Es gibt Fundortangaben für Frankreich, Italien, Deutschland, die Schweiz, Österreich, Slowenien, Kroatien, Montenegro und Albanien.[3]
- Concarena-Nabelmiere (Moehringia concarenae F.Fenaroli & F.Martini): Dieser 1992 erstbeschriebene Endemit kommt nur in den Bergamasker Alpen in Norditalien vor.
- Diels-Nabelmiere (Moehringia dielsiana Mattf.): Sie ist ein Endemit der Bergamasker Alpen in Norditalien (Presolana) und der Schweiz.[3][7]
- Verschiedenblättrige Nabelmiere (Moehringia diversifolia W.D.J.Koch): Sie kommt nur in der Steiermark und in Kärnten (Rennfeld bis Koralpe) vor.[8]
- Graugrüne Nabelmiere (Moehringia glaucovirens Bertol.): Sie ist ein Endemit der italienischen Alpen in Judikarien und in den Dolomiten.[7]
- Moehringia glochidisperma J.M.Monts.-Marti: Sie kommt in Marokko vor.[3]
- Moehringia grisebachii Janka: Sie kommt in Südosteuropa: Rumänien, Bulgarien und dem europäischen Teil der Türkei vor.[3]
- Moehringia hypanica Grynj & Klokov: Sie kommt nur in der Ukraine und auf der Krim vor.[3]
- Insubrische Nabelmiere (Moehringia insubrica Degen, Syn.: Moehringia bavarica subsp. insubrica (Degen) Sauer): Sie ist ein Endemit der Alpen von Brescia in Norditalien (Iseosee, Bergamasker Alpen).[7]
- Mittlere Nabelmiere (Moehringia intermedia (Loisel.) Panizzi): Dieser Endemit kommt in Frankreich nur im Département Var und Département Alpes-de-Haute-Provence vor.[3]
- Moehringia intricata Willk. (Syn.: Moehringia tejedensis Huter et al. ex Willd.): Sie kommt in Spanien und in Marokko vor.[3]
- Moehringia jankae Janka: Sie kommt nur in Rumänien und Bulgarien vor.[3]
- Moehringia lateriflora (L.) Fenzl: Sie ist in Nordosteuropa, Asien und Nordamerika verbreitet.
- Lebruns Nabelmiere (Moehringia lebrunii Merxm.): Sie ist ein Endemit der Seealpen (Frankreich und Italien).[3][7]
- Großblättrige Nabelmiere (Moehringia macrophylla (Hook.) Fenzl): Sie kommt in Nordamerika vor.[9]
- Markgrafs Nabelmiere (Moehringia markgrafii Merxm. & Gutermann): Sie ist ein Endemit der Alpen von Brescia (Val Sabbia) in Norditalien.[7]
- Moehringia minutiflora Bornm.: Sie kommt nur in Nordmazedonien vor.[3]
- Moos-Nabelmiere (Moehringia muscosa L.): Sie gedeiht in europäischen Gebirgen von Spanien, Frankreich, Italien (bis Sizilien), die Alpen, Jura, Karpaten bis zum nordwestlichen Balkan. Es gibt Fundortangaben für Spanien, Frankreich, Deutschland, Schweiz, Italien, Österreich, Polen, Tschechien, Slowakei, Ungarn, Kroatien, Serbien, Montenegro, Albanien, Bulgarien und Rumänien.[3]
- Moehringia papulosa Bertol.: Sie ist ein Endemit des Apennin.[7]
- Moehringia pendula (Waldst. & Kit.) Fenzl: Sie kommt in Südosteuropa (Rumänien, Bulgarien, Nordmazedonien und Griechenland) vor.[3]
- Moehringia pentandra J. Gay: Sie kommt in Südeuropa (besonders im westlichen Teil) und in Nordafrika vor.[3]
- Moehringia pichleri Huter: Sie ist ein Endemit der Rhodopen in Südbulgarien.[3]
- Fettkraut-Nabelmiere (Moehringia sedoides (Pers.) Loisel.): Sie ist ein Endemit der Seealpen (Frankreich und Italien).[3]
- Moehringia stellarioides Coss.: Sie kommt nur in Algerien vor.[3]
- Moehringia tommasinii Marches.: Sie ist ein Endemit von Istrien (Kroatien, Italien, Slowenien).[3][7]
- Dreinervige Nabelmiere (Moehringia trinervia (L.) Clairv.)
- Moehringia umbrosa (Bunge) Fenzl: Sie kommt in Russland, in Kasachstan und in Xinjiang vor.[10]
- Zottige Nabelmiere (Moehringia villosa (Wulfen) Fenzl): Sie ist ein Endemit von Slowenien.[3]

### Weiterführende Literatur
- Luigi Minuto, Enrica Roccotiello, Gabriele Casazza: New seed morphological features in Moehringia L. (Caryophyllaceae) and their taxonomic and ecological significance. In: Plant Biosystems, Volume 145, Issue 1, 2011, S. 60–67. doi:10.1080/11263504.2010.527629
- Simone Fior, Per Ola Karis: Phylogeny, evolution and systematics of Moehringia (Caryophyllaceae) as inferred from molecular and morphological data: a case of homology reassessment. In: Cladistics, Volume 23, Issue 4, 2007, S. 301–402. doi:10.1111/j.1096-0031.2007.00150.x